# Nathaniel Hone
Nathaniel Hone, irski slikar in akademik, * 24. april 1718, Dublin, † 14. avgust 1784.
Leta 1768 je sodeloval pri ustanovitvi Kraljeve akademije. Kot prvi je organiziral samostojno razstavo svojih del.